# スプリウス・ポストゥミウス・アルビヌス・マグヌス
スプリウス・ポストゥミウス・アルビヌス・マグヌス（ラテン語: Spurius Postumius Albinus Magnus、生没年不詳）は紀元前2世紀中頃の共和政ローマの政務官。紀元前148年にコンスル（執政官）を務めた。ポストゥミア街道の建設者として名を残している。

## 出自
アルビヌス・マグヌスはパトリキであるポストゥミウス氏族の出身で、共和政ローマ建国5年目の紀元前505年にはプブリウス・ポストゥミウス・トゥベルトゥスが執政官に就任するなど、古くから高官を出していた。カピトリヌスのファスティによれば、父も祖父もプラエノーメン（第一名、個人名）はスプリウスである。祖父スプリウスは紀元前242年の執政官アウルス・ポストゥミウス・アルビヌス の息子であると思われる。父スプリウスは資料に登場しないことから、高位官職に就任する前に死去したと推定される。

## 経歴
マグヌスに関する現存する最初の資料は、紀元前148年に執政官に就任したときである。当時のウィッリウス法の要求事項から、現代の研究者は彼が遅くとも紀元前151年までにはプラエトル（法務官）を務めたと考えている。ちょうどこの時期、高位官職の多くをポストミウス氏族が占めていた。
マグヌスの同僚のプレプス（平民）執政官はルキウス・カルプルニウス・ピソ・カエソニヌスであった。当時は第三次ポエニ戦争の最中であったが、くじ引きの結果カルタゴに派遣されるのはカエソニヌスとされ、マグヌスはイタリアに残ることになった。マグヌスはゲヌア（現ジェノヴァ）からクレモナへの街道を建設し、さらにアクイレイアまで伸ばした。これによってガリア・キサルピナ全体をローマ街道が貫いたことになる。この街道はポストゥミア街道と呼ばれることになる。
紀元前146年、ポストゥミウス・アルビヌス家の誰かが、アカエア戦争終了後にルキウス・ムンミウスを補助してギリシアの秩序を回復するための、10人の使節に選ばれている。既にキケロの時代（約100年後）には、この人物が特定できなかったようで、ティトゥス・ポンポニウス・アッティクスへの手紙の一つで、これが誰かを聞いている。現代の研究者の意見も一致していない。あるものはマグヌスと言い、アウルス・ポストゥミウス・アルビヌスとするものもいる。また、二人共使節に選ばれたとする説もある。
キケロは、セルウィウス・スルピキウス・ガルバとガイウス・ラエリウス・サピエンスが雄弁家として名を馳せた時代において、マグヌスを「それなりの弁論家」と評している。またキケロは紀元前46年に『ブルトゥスあるいは弁論家列伝』を執筆しているが、その中で「スプリウス・アルビヌスの演説は沢山残っている」と記している。

## 子孫
ティベリウス・センプロニウス・グラックス（グラックス兄）の仲間でありライバルであるされる、スプリウス・ポストゥミウス・アルビヌスは、マグヌスの息子と思われる。

## 参考資料

### 古代の資料
- カピトリヌスのファスティ
- プルタルコス『対比列伝』
- マルクス・トゥッリウス・キケロ『アッティクスへの手紙』
- マルクス・トゥッリウス・キケロ『ブルトゥスあるいは弁論家列伝』

### 研究書
- Broughton R. Magistrates of the Roman Republic. - New York, 1951. - Vol. I. - P. 600.
- Münzer F. Postumius // Paulys Realencyclopädie der classischen Altertumswissenschaft . - 1953. - Bd. XXII, 1. - Kol. 891-893.
- Münzer F. Postumius 23 // Paulys Realencyclopädie der classischen Altertumswissenschaft . - 1953. - Bd. XXII, 1. - Kol. 900-901.
- Münzer F. Postumius 47 // Paulys Realencyclopädie der classischen Altertumswissenschaft . - 1953. - Bd. XXII, 1. - Kol. 929-930.